# Avi Loeb
Abraham (Avi) Loeb (em hebraico:  אברהם (אבי) לייב; Beit Hanan, Israel, 1962) é um físico teórico israelita-estadunidense que trabalha com astrofísica e cosmologia. Loeb é Frank B. Baird Jr. Professor of Science na Universidade Harvard. É catedrático do Harvard Astronomy department (desde 2011), catedrático do projeto Advisory Committee for the Breakthrough Starshot – que visa lançar espaçonaves leves em direção às estrelas mais próximas usando um poderoso laser (desde 2016), diretor fundador da Black Hole Initiative em Harvard – o primeiro centro interdisciplinar mundial dedicado ao estudo de buracos negros (desde 2016), e diretor do Institute for Theory and Computation (ITC) (desde 2007) no Harvard-Smithsonian Center for Astrophysics. Loeb foi eleito fellow da Academia de Artes e Ciências dos Estados Unidos, da American Physical Society e da International Academy of Astronautics. Em julho de 2018 foi nomeado membro do Board on Physics and Astronomy (BPA) da National Academy, que é o principal fórum das academias para questões relacionadas com os campos da física e astronomia, incluindo a supervisão das suas pesquisas. Em dezembro de 2012 a revista TIME selecionou Loeb como uma das 25 pessoas mais influentes em relação a pesquisas espaciais. Em 2015 Loeb foi apontado como o Diretor de Teoria da Ciência para as Iniciativas Breakthrough da Fundação Breakthrough Prize.

## Carreira
Loeb nasceu em Beit Hanan, Israel, em 1962, e participou do Talpiot program nacional antes de receber um diploma de graduação em física de plasma aos 24 anos na Universidade Hebraica de Jerusalém. Entre 1988 e 1993 Loeb foi membro de longa data do Instituto de Estudos Avançados de Princeton, onde começou a trabalhar em astrofísica teórica. Em 1993 foi para a Universidade Harvard como professor assistente no departamento de astronomia, onde foi contratado (tenure) três anos depois.
O mais recente eBook da Loeb no Kindle detalha sua carreira desde a infância em uma fazenda com interesse em filosofia até a cátedra no Departamento de Astronomia de Harvard e direção do ITC, e inclui ensaios de opinião sobre a importância de assumir riscos na pesquisa e promover a diversidade. Loeb escreve regularmente ensaios sobre ciência e política.